# Liste der Baudenkmäler in Achslach
Auf dieser Seite sind die Baudenkmäler in der niederbayerischen Gemeinde Achslach zusammengestellt. Diese Tabelle ist eine Teilliste der Liste der Baudenkmäler in Bayern. Grundlage ist die Bayerische Denkmalliste, die auf Basis des Bayerischen Denkmalschutzgesetzes vom 1. Oktober 1973 erstmals erstellt wurde und seither durch das Bayerische Landesamt für Denkmalpflege geführt wird. Die folgenden Angaben ersetzen nicht die rechtsverbindliche Auskunft der Denkmalschutzbehörde.
 Die Liste gibt den Fortschreibungsstand vom 8. November 2018 wieder und umfasst dreizehn Baudenkmäler.

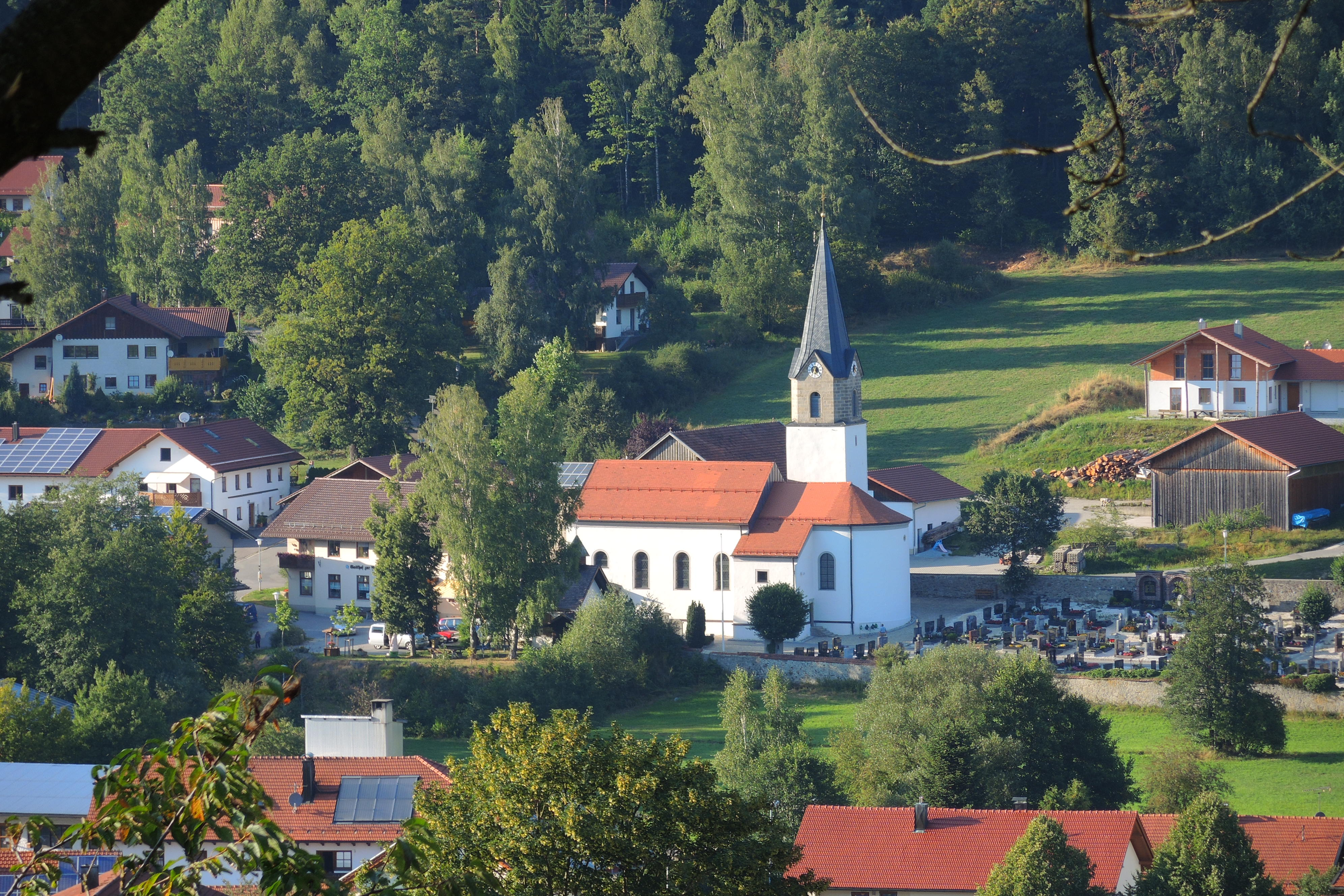
Achslach mit Pfarrkirche St. Jakobus

## Baudenkmäler nach Ortsteilen

### Achslach
| Lage                         | Objekt                              | Beschreibung | Akten-Nr.             | Bild           |
| ---------------------------- | ----------------------------------- | --- | --------------------- | -------------- |
| Am Kirchplatz 3 (Standort)   | Katholische Pfarrkirche St. Jakobus | Saalkirche mit Satteldach und eingezogenem, halbrund geschlossenem Chor, Flankenturm mit Spitzhelm, 1833, Turmuntergeschoss mittelalterlich; mit Ausstattung; Friedhofsmauer, Bruchstein, 18./19. Jahrhundert. | D-2-76-111-1 Wikidata | weitere Bilder |
| Hauptstraße 23 (Standort)    | Bauernhaus                          | Eineinhalbgeschossiger, geschlämmter Blockbau mit Giebelschrot, erste Hälfte 19. Jahrhundert (nachträglich verschalt).                                                                                         | D-2-76-111-2 Wikidata | BW             |
| Auf dem Kirchberg (Standort) | Kapelle                             | Flachsatteldachbau über rechteckigem Grundriss, nach Süden offene Vorhalle, Lourdesgrotte aus Bruchstein, Ende 19. Jahrhundert; mit Ausstattung.                                                               | D-2-76-111-3 Wikidata | weitere Bilder |

### Frath
| Lage                            | Objekt                                    | Beschreibung | Akten-Nr.             | Bild |
| ------------------------------- | ----------------------------------------- | --- | --------------------- | ---- |
| Frath 10; Nähe Frath (Standort) | Wohnstallhaus                             | Zweigeschossiger Satteldachbau, Obergeschoss Blockbau, nach Norden Stall, Mitte 19. Jahrhundert, Dach später; Traidkasten, Flachsatteldachbau, geständerter Blockbau, großteils verschalt, gleichzeitig. | D-2-76-111-4 Wikidata | BW   |
| Frath 14 (Standort)             | Wohnstallhaus eines ehemaligen Hakenhofes | Zweigeschossiger Flachsatteldachbau, Obergeschoss Blockbau, 18./19. Jahrhundert; Stadel, Steildachbau, Holzständerwerk mit Verbretterung, erste Hälfte 19. Jahrhundert.                                  | D-2-76-111-5 Wikidata | BW   |
| Frath 16 (Standort)             | Wohnstallhaus                             | Zweigeschossiger Flachsatteldachbau, Obergeschoss Blockbau, erste Hälfte 19. Jahrhundert, Dach später.                                                                                                   | D-2-76-111-6 Wikidata | BW   |

### Kogl
| Lage               | Objekt                           | Beschreibung | Akten-Nr.              | Bild |
| ------------------ | -------------------------------- | --- | ---------------------- | ---- |
| Kogl 3 (Standort)  | Wohnstallhaus                    | Zweigeschossiger Flachsatteldachbau mit Giebel- und Traufseitschrot, Blockbau, Erdgeschoss zum Teil massiv, um 1850; Kellerhaus, parabelförmiges Tonnengewölbe über rechteckigem Grundriss, Bruchstein, Abschluss mit Flachsatteldach, gleichzeitig. | D-2-76-111-8 Wikidata  | BW   |
| Kogl 16 (Standort) | Wohnstallhaus eines Dreiseithofs | Zweigeschossiger Flachsatteldachbau, Bruchstein mit Eckquaderungen und Ziegeleinfassungen, Giebel Blockbau, bezeichnet mit „1895“. | D-2-76-111-10 Wikidata | BW   |
| Kogl 18 (Standort) | Einfirsthof                      | Zweigeschossiger Flachsatteldachbau mit Kniestock, Erdgeschoss massiv, Obergeschoss Blockbau mit Giebelschrot, erste Hälfte 19. Jahrhundert. | D-2-76-111-11 Wikidata | BW   |

### Lindenau
| Lage                   | Objekt      | Beschreibung | Akten-Nr.     | Bild           |
| ---------------------- | ----------- | --- | ------------- | -------------- |
| In Lindenau (Standort) | Ortskapelle | Steildachbau, halbrund geschlossen, Dachreiter mit Spitzhelm, wohl zweite Hälfte 18. Jahrhundert; mit Ausstattung. | D-2-76-111-12 | weitere Bilder |

### Oedwies
| Lage                  | Objekt                            | Beschreibung | Akten-Nr.              | Bild           |
| --------------------- | --------------------------------- | --- | ---------------------- | -------------- |
| Kellerbügl (Standort) | Holzkapelle                       | Flachsatteldachbau über rechteckigem Grundriss, mit Vorhalle und Dachgeläut, im Kern erste Hälfte 19. Jahrhundert; mit Ausstattung.          | D-2-76-111-22          | weitere Bilder |
| Oedwies 1 (Standort)  | Ehemaliges Forsthaus und Gasthaus | Zweigeschossiger Flachsatteldachbau mit Segmentbogenfenstern, Bruchstein, nach Westen eingezogener Ökonomiebau mit Schlitzfenstern, 1863/65. | D-2-76-111-21 Wikidata | weitere Bilder |

### Zeitlhof
| Lage                  | Objekt                 | Beschreibung | Akten-Nr.              | Bild |
| --------------------- | ---------------------- | --- | ---------------------- | ---- |
| Zeitlhof 3 (Standort) | Einzelhof, Waldlerhaus | Eineinhalbgeschossiger Flachsatteldachbau mit Giebelschrot, Blockbau, Erdgeschoss zum Teil massiv, 18./Anfang 19. Jahrhundert. | D-2-76-111-29 Wikidata | BW   |

## Ehemalige Baudenkmäler
In diesem Abschnitt sind Objekte aufgeführt, die früher einmal in der Denkmalliste eingetragen waren, jetzt aber nicht mehr. Objekte, die in anderem Zusammenhang also z. B. als Teil eines Baudenkmals weiter eingetragen sind, sollen hier nicht aufgeführt werden. Aktennummern in diesem Abschnitt sind ehemalige, jetzt nicht mehr gültige Aktennummern.

| Lage                            | Objekt                  | Beschreibung | Akten-Nr.              | Bild |
| ------------------------------- | ----------------------- | --- | ---------------------- | ---- |
| Kager Kager 4 (Standort)        | Kleines Waldlerhaus     | Zum Teil offener Blockbau, mit Giebelschrot, erstes Drittel 19. Jahrhundert.                                                      | D-2-76-111-7 Wikidata  | BW   |
| Kogl Kogl 20 (Standort)         | Hakenhof                | Wohnstallhaus, offener Blockbau, noch 18. Jahrhundert; quer dazu Steildach-Stadel, verschalter Ständerbau, Mitte 19. Jahrhundert. | D-2-76-111-9 Wikidata  | BW   |
| Lindenau Lindenau 20 (Standort) | Bauernhaus              | Eineinhalbgeschossig, mit Blockbau-Giebel, Mitte 19. Jahrhundert.                                                                 | D-2-76-111-14 Wikidata | BW   |
| Lindenau Lindenau 28 (Standort) | Wohnhaus                | Mit Blockbau-Oberteil und zwei Giebelschroten, nach Mitte 19. Jahrhundert.                                                        | D-2-76-111-15 Wikidata | BW   |
| Lindenau Lindenau 55 (Standort) | Bauernhaus              | Obergeschoss-Blockbau, Mitte 19. Jahrhundert.                                                                                     | D-2-76-111-17 Wikidata | BW   |
| Rimbeck Rimbeck 1 (Standort)    | Zugehöriger Traidkasten | Erdgeschossiger Blockbau, erste Hälfte 19. Jahrhundert.                                                                           | D-2-76-111-24 Wikidata | BW   |